# Herrborum

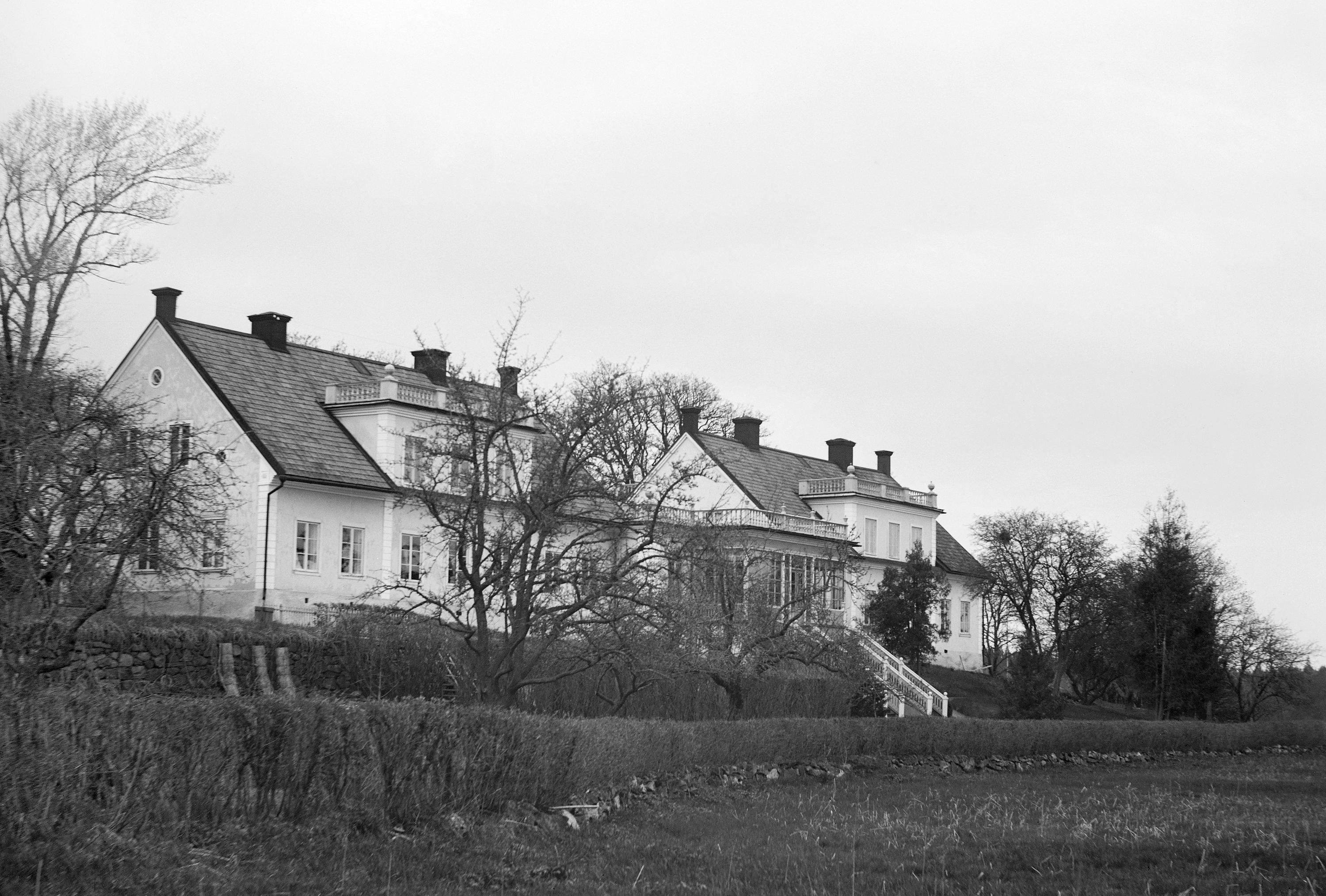
Herrborum, 1898

Herrborum (tidigare benämnd Herrboholm eller Härbärgarum) är en herrgård i Söderköpings kommun som ligger söder om Trännöfjärden, vid Basteviken i inre Sankt Annas skärgård.

## Medeltida historia
Den äldsta kända ägaren till Herrborum är Algot Brynjulfsson. I mitten av 1300-talet ägdes godset av hertig Bengt Algotsson. Genom olika transaktioner kom en del av Herrborum att ägas av Bengt Algotsons bror, riddar Knut Algotsson (gift med en dotter till Heliga Birgitta), vars dotter Ingegärd blev abbedissa i Vadstena kloster samma år som hennes mormor, den heliga Birgittas kvarlevor, fördes till klostret år 1374. Ingegärd skänkte en del av Herrborums gods till klostret, vissa uppgifter talar om en attung, vilket har angetts till cirka 12 tunnland. En annan del av Herrborum ägdes samtidigt av häradshövdingen i Björkekinds härad Staffan Stangenberg, som 1381 sålde denna del till Bo Jonsson (Grip). Den del som Vadstena kloster ägde löstes senare från klostret av väpnare Sven Pik (Mussla). Gårdens medeltidshistoria är dock dåligt dokumenterad.

## Senare historia
Genom fru Anna Bielke (av Händelö) ärvdes gården av riksrådet Gustav Axelsson Banér vars änka Kristina Svantesdotter Sture (död 1619), innehade godset fram till sin död. Deras son Axel Gustavsson Banér (1594-1642), gift med Ebba Brahe övertog godset. År 1638 uppförde Axel Gustavsson Banér det stora stenhuset som utgör Herrborums huvudbyggnad. Detta var troligen en slottsflygel eftersom den i en synehandling 1737 uppgavs vara 91 alnar, dvs. nära 55 meter långt och hade ett mittplacerat genomfartsvalv med portar. Möjligen avbröts planerna på en huvudbyggnad längst ut mot udden när byggherren avled 1642, Fastän obelagt har man antagit att den franske arkitekten Simon de la Vallée var inblandad; hans bror fältherren Johan uppförde vid denna tid Målhammar efter dennes ritningar. I några rum finns bevarade snidade ekdörrar och dito dörrkarmar bevarade från byggnadstiden. Huset blev skadat av den ryska armén 1719 men senare reparerat. Två av Axel Gustavsson Banérs barnbarn sålde 1684 godset till sin släkting Greve Göran Gyllenstierna, gift med Axel Gustavsson Banérs dotter Barbro Margareta Banér. Göran Gyllenstierna ägde Torönsborgs gods. Genom denna överföring kom Herrborum att tillhöra Torönsborgs gods och familjen Gyllenstierna i mer än 100 år. På 1770-talet delades den stora huvudbyggnaden upp i två lika stora delar genom att en god del av mittpartiet revs. De byggdes samman i slutet av 1800-talet. 
Då Göran Gyllenstierna avled 1799 utan arvingar övergick godset till hans systerdotter Ulrika Lovisa Horn. Genom hennes äktenskap med Carl Gabriel Mörner kom Herrborum att tillhöra släkten Mörner, men det var först 1829 som en medlem av släkten kom att bosätta sig på Herrborum. Godset ärvdes då av greve Adolf Mörner, som genomförde ett omfattande arbete med upprustning av gården. Humlegårdar, rudadammar, park och trädgård anlades. Vidare planterades alléer och terrasser med klippta häckar. Gårdsplanen framför herrgården, som bestod av en bergknalle, sprängdes av och fylldes ut och alléer planterades kring uppfartsvägen. Genom köp och arv kom Herrborum 1876 att tillhöra greve Julius Oscar Mörner (död 1888) på Kåreholm, som testamenterade gården till sin son greve N. C. Mörner (död 1926), gift med Margareta Mörner (död 1929) som bebodde gården fram till sin död. Gården ärvdes av deras dotter grevinnan Louise Montgomery (född Mörner). 
Louise Montgomery fick i sitt första äktenskap med filosofie doktor greve Carl Magnus Stenbock, sonen Magnus Stenbock, som ärvde gården av sin mor 1969 och var bosatt där fram till sin död 2007. Herrborums gård omfattade 2007 en total areal på cirka 1.700 hektar. Av denna areal var 118 hektar avsatta som naturreservat. Efter Magnus Stenbocks död ärvdes Herrborum av Jarl Stenbock (född 1940), i Finland. 
Jarl Stenbock sålde 2012 herrgårdsbyggnaden med omgivande park till John Kreuger.